# Poitou-Charentes
El Poitou-Charentes, antigament o tradicionalment en català, Peitau i Xarantes (Poitou-Charentes en francès, Peitau Charantas en occità) fou una regió de França, situada al Oest del país. D'ençà del 1er de gener de 2016, forma part de la regió Nova Aquitània.
El gentilici n'és peitaví o peitoví.

## Geografia
La regió de Poitou-Charentes limita, de nord a sud, amb les regions següents: el País del Loira, el Centre - Vall del Loira, el Llemosí i l'Aquitània.

## Política
El president del Consell Regional de Poitou-Charentes és el socialista Jean-François Macaire.
El 2004, la coalició progressista que va encapçalar Ségolène Royal estava formada pel Partit Socialista, el Partit Comunista Francès, Els Verds i el Partit Radical d'Esquerra. Aquesta coalició va obtenir, a la segona volta de les eleccions regionals, el 55,10% dels vots, gairebé nou punts més que a la primera volta, i 37 dels 55 escons en joc.
La llista de Ségolène Royal va ser la més votada a totes les circumscripcions electorals. El millor resultat el va aconseguir al departament de Charente amb un 57,90% dels vots emesos. Per contra, el pitjor resultat va ser l'aconseguit al departament de Charente Marítim amb només un 51,80%.
La llista de la presidenta sortint, Elisabeth Morin, de la conservadora UMP va obtenir un 36,20% dels vots i 15 escons.
La candidatura del Front Nacional va ser la menys votada amb un 8,70% i 3 escons.